# Joaquín de San Martín y Ulloa
Joaquín de San Martín y Ulloa (*  1770 in Comayagua, Honduras; † 29. November 1854 auf der Hacienda Amayo, Chalatenango) war zwei Mal Supremo Director der Provinz El Salvador in der Zentralamerikanischen Konföderation.

## Leben
Oberst Joaquín de San Martín y Ulloa war Mitglied der Partido Conservador. Joaquín de San Martín war Leutnant der Dragoner in Yoro in Honduras. und Beamter in Tegucigalpa und Nacaome in Honduras. 1819 zog er mit seiner Frau Joaquina Fugón und seinem Sohn José María San Martín y Ulloa nach El Salvador. In Chalatenangon war er Eigentümer ausgedehnter Latifundien.
1824 wurde er als Abgeordneter für Tejutla and Chalatenango ins Parlament gewählt. Er trat der salvadorenischen Armee bei und wurde als Oberst eingestellt. Vom 24. Dezember 1824 bis 1. März 1830 war er Vorsitzender Richter am Gerichtshof. 1832 wurde Mariano Prado durch eine Wahl der Alcaldes zum Supremo Director und Joaquín de San Martín y Ulloa sein Stellvertreter. Von 13. Mai 1832 bis 25. Juli 1834 war er geschäftsführender Supremo Director.
Am 9. Februar 1833 wollte die Armee ihren Sold, Mariano Prado flüchtete aus El Salvador und sein Stellvertreter Joaquín de San Martín y Ulloa wurde geschäftsführender Surpremo Director. Joaquín de San Martín y Ulloa beauftragte Ramón Belloso den Protest der Gemeinde Santiago Nonualco niederzuschlagen. Am 13. Februar 1833 sagte er denjenigen, welche ihm Anastasio Mártir Aquino San Carlos ausliefern würden, Amnestie zu.
Im März 1833 marschierte José Francisco Morazán Quezada gegen Joaquín de San Martín y Ulloa. Am 6. April 1833 unterzeichneten José Francisco Morazán Quezada und Joaquín de San Martín y Ulloa ein Versöhnungsabkommen. Am 1. Juli 1833 wurde Joaquín de San Martín y Ulloa Amt als Supremo Director vom Parlament in San Salvador ratifiziert und ernannte Lorenzo González zu seinem Stellvertreter. Seiner Ernennung wurde aber vom Parlament der Zentralamerikanischen Konföderation widersprochen. Anfang 1834 erklärter Joaquín de San Martín y Ulloa die Trennung El Salvadors von der Zentralamerikanischen Konföderation, worauf José Francisco Morazán Quezada nach El Salvador einmarschieren ließ und die Truppen von Joaquín de San Martín y Ulloa am Río Jiboa am 23. Juni 1834 schlagen ließ. Am 23. Juni 1834 setzte José Francisco Morazán Quezada wieder seinen Kandidaten Carlos Salazar Castro als Supremo Director für die Provinz El Salvador durch.
Lorenzo González der Stellvertreter von Joaquín de San Martín y Ulloa wurde auf Joaquín de San Martín y Ulloas Hacienda La Asunción (Latitude: 13° 58' 0 N, Longitude: 89° 7' 0 W) von im Mai 1834 ermordet.
Joaquín de San Martín y Ulloa ging zwei Jahre ins Exil nach Mexiko und sein Eigentum wurde beschlagnahmt.
Von 1840 bis 1841 wurde er Delegierter der verfassungsgebenden Versammlung und anschließend stellvertretender Präsident.
Als im September 1841 Francisco Malespín, Antonio José Cañas Quintanilla stürzen wollte, wurde er dabei nicht von Joaquín de San Martín y Ulloa unterstützt, obwohl dieser ebenfalls von der Partido Conservador war.
| Vorgänger                                         | Amt                                                                                          | Nachfolger                               |
| ------------------------------------------------- | -------------------------------------------------------------------------------------------- | ---------------------------------------- |
| José Francisco Morazán Quezada Mariano Prado Baca | Staatschefs der Provinz El Salvador 13. Mai 1832–25. Juli 1832 9. Februar 1833–23. Juni 1834 | Mariano Prado Baca Carlos Salazar Castro |

| Personendaten    | Personendaten                            |
| ---------------- | ---------------------------------------- |
| NAME             | San Martín y Ulloa, Joaquín de           |
| KURZBESCHREIBUNG | Supremo Director der Provinz El Salvador |
| GEBURTSDATUM     | 1770                                     |
| GEBURTSORT       | Comayagua, Honduras                      |
| STERBEDATUM      | 29. November 1854                        |
| STERBEORT        | Chalatenango (Departamento)              |